# Mittenothamnium oxyrrhynchioides
Mittenothamnium oxyrrhynchioides là một loài Rêu trong họ Hypnaceae. Loài này được (Broth.) Steere mô tả khoa học đầu tiên năm 1948.